# HD 5914
HD 5914，又名BD+88 4，SAO 209、HR 286，是一颗恒星，视星等为6.46，位于銀經123.13，銀緯26.16，其B1900.0坐标为赤經0h 55m 36.8s，赤緯+88° 26.16′ 15″。